# 762
762 (DCCLXII) var ett normalår som började en fredag i den julianska kalendern.

## Händelser

### Juli
- 30 juli – Kalifen al-Mansur grundar den nya huvudstaden Bagdad i nuvarande Irak.

## Födda
- Muné Tsenpo, kejsare av Tibet

## Avlidna
- Li Bai, kinesisk poet och skald.
- Zhang (Tang Suzong), kejsarinna av Kina.